# Monacilioni
Monacilioni là một thị trấn cách 19 dặm về phía đông bắc của Campobasso, Ý.
Thị trấn có 611 cư dân và có 27,08 kilômét vuông do đó có mật độ dân số 24 người trên mỗi km vuông. Nó tăng 590 mét so với mực nước biển.

## Lịch sử
Vào khoảng thế kỷ thứ mười ba, làng được đề cập trong một số văn bản chính thức là "Castro Monachi Leonis". Sự lựa chọn của tên là do vị trí của ngôi làng cũ, mà đứng gần một nhà thờ nhỏ dành riêng cho "S. Leonis Leonis", Benedictine bảo trợhiện đại của Guglionesi và Larino (S. Adamo và S. Pardo). Hai thế kỷ sau tên cũ đã được thay đổi thành "Castrum Monacilionis", sau đó đổi thành "Monceglione" và cuối cùng "Monaciliuni" vào thế kỷ 18. Trong giai đoạn Lombard, lãnh địa của Monacilioni thuộc về Lãnh địa "Benevento. Trong khi Lombard kỷ nguyên bắt đầu trở thành một phần của thuộc sở hữu của Counts của Molise. Các lảnh địa của họ liên quan đến bất động sản của Monacilioni, ông kéo dài trong suốt sự thống trị Swabian, sau đó nó được chuyển sang tay của Campobasso Conti. đến cuối thế kỷ XIV, và chính xác hơn trong năm 1387, bất động sản đã giao cho Tommaso Boccapianola. Khoảng năm 1555 bất động sản đã được bán bởi mẹ của John của Capua ủng hộ Felice di Gennaro, người lần lượt bán nó cho Giovanni Alberto Locatelli Bergamo năm 1561.